# Капитан (фильм, 2017)
Капитан (нем. Der Hauptmann) — художественный фильм, военная драма немецкого режиссёра Роберта Швентке. Снят в чёрно-белом варианте. Совместная немецко-польско-французская постановка. В основе картины реальные события из жизни дезертира и военного преступника Вилли Херольда. Действие происходит в последние недели перед капитуляцией гитлеровской Германии во Второй мировой войне. Премьера фильма состоялась 7 сентября 2017 года на Международном кинофестивале в Торонто. В немецких кинотеатрах показ стартовал 15 марта 2018 года.

## Сюжет
В апреле 1945 года ефрейтор немецкой армии Вилли Херольд дезертирует. Его преследуют полевые жандармы под командованием капитана. Беглецу удаётся скрыться в лесу. Голодный, оборванный и опасающийся быть пойманным, дезертир блуждает позади линии фронта.
Херольд набредает на брошенный немецкий армейский внедорожник. В машине он обнаруживает мундир капитана люфтваффе. Эта находка полностью меняет ход событий. Переодевшегося в мундир беглеца отныне все считают реальным офицером. Первым ему предлагает свою помощь в качестве водителя и денщика рядовой Фрайтаг.
Очень быстро Херольд оценил, какие преимущества ему даёт мундир с офицерскими погонами. Он формирует из встречных солдат собственное подразделение. «Капитан» объясняет всем, что он направлен в тыл для наведения порядка. Ему доверяются не только солдаты, но и другие офицеры, а также местные фермеры. Херольд быстро превращается в безжалостного деспота, который готов казнить и грабить. Находясь в лагере, Херольд приказывает казнить десятки заключенных (главным палачом является Кипински), и все больше увлекается своей новообретенной властью. Вскоре Фрайтаг начинает подозревать Херольда и понимает, что форма капитана ему не принадлежит: рядовой увидел, как портной укорачивает штанины офицерского мундира. В конце концов, лагерь разрушается авианалетом союзников, и Kampfgruppe Herold переезжает в местный город. Находясь там, группа грабит местное население и создает импровизированный командный пункт в отеле под названием Sonderkommando und Schnellgericht Herold. Под этим командованием Герольд приказывает казнить Кипински. После ночи пьянства и разврата отель штурмует военная полиция и Херольда арестовывают. На суде Херольд утверждает, что он действовал только ради защиты немецкого народа. Прежде чем его отправляют обратно на фронт, он умудряется сбежать через окно. В финальной сцене Херольд идёт по лесу, полному человеческих останков и скелетов. Зрителям сообщают, что после войны он и несколько его сообщников были приговорены к смертной казни и повешены войсками союзников. Финальные титры сопровождаются сценой, в которой Херольд и его группа едут по улицам современного Гёрлица на своем Mercedes-Benz G3. В конце концов они останавливаются, чтобы начать приставать к местным прохожим.

## Прототип
В общих чертах сюжет повторяет похождения реального 19-летнего дезертира Вилли Херольда. Тот 3 апреля 1945 года покинул своё подразделение. В районе городов Гронау и Бад-Бентхайм он нашёл форму капитана. Выдавая себя за офицера, он собрал целый отряд. С этой группой из 30 человек дезертир перемещался по Эмсланду и 11 апреля 1945 года добрался до концлагеря Ашендорфермоор. Херольд решительно принял командование над лагерем, заявив: «Фюрер лично дал мне неограниченные полномочия!» Дезертир приказал уничтожить более 100 заключённых. Несколько человек он убил лично. Одновременно, Херольд приказывал своим солдатам искать дезертиров. В общей сложности в лагере и окрестностях по приказу «капитана» было казнено не менее 162 человек. За свои деяния Херольд обрёл прозвище «Эмсландский палач».
Вилли Херольд со своей группой покинул разрушенный лагерь, направившись на восток. В течение последующей недели они совершили ещё ряд военных преступлений, в том числе повешение и грабеж дома фермера, вывесившего белый флаг в окрестностях Папенбурга, в Лере после 10-минутного «суда» за «шпионаж в пользу врага» были казнены пятеро голландцев. Наконец в ночь с 27 на 28 апреля 1945 года группа Херольда была разоружена в Аурихе отрядом полевой жандармерии. Обман разоблачили, и всех участников «группы Герольда», включая и самого Вилли Херольда, поместили под арест. Однако нацистский суд в хаосе последних дней войны оправдал Херольда и его сообщников и уже днём 30 апреля они были освобождены. После капитуляции Германии Херольд оказался в британской зоне оккупации Германии, где начал работать по своей прямой специальности, однако уже через несколько недель — 23 мая 1945 года он был задержан оккупационной администрацией за кражу буханки хлеба и заключён под арест. Вскоре стали появляться многочисленные свидетели военных преступлений, совершенных группой Герольда. Британцы идентифицировали Вилли Герольда как главного виновного в совершении бессудного убийства 125 заключенных лагеря, а также других многочисленных военных преступлений — убийств, грабежей и мародёрств, совершенных им и его группой в последние недели Второй мировой войны в Европе.
По этому делу британцами также были арестованы ещё 12 обвиняемых. После долгих разбирательств, в ходе которых также были эксгумированы останки казнённых в лагере заключенных — 13 августа 1946 года Вилли Герольда, а также его сообщников Карла Хагевальда, Бернхарда Майера, Карла Шютте, Йозефа Ойлера, Германа Брандта и Отто Пеллера признали виновными и приговорили к смертной казни через гильотинирование. Шестеро из обвиняемых были оправданы оккупационным судом. Позже один приговор был также заменён тюремным заключением. Остальные, включая Вилли Герольда, были казнены 14 ноября 1946 года в городской тюрьме Вольфенбюттеля.

## Съёмки
Съёмки начались 10 февраля 2017 года. Они проходили до 10 апреля 2017 года в польских городах Згожелец и Вроцлав, а также на аэродроме Мирославец. Несколько съёмочных дней были также в Гёрлице и его окрестностях. Одно из основных мест съёмок, концлагерь с казармами, было построено в Польше специально для фильма. Причём эти сооружения затем были взорваны в режиме реального времени, чтобы максимально реалистично имитировать бомбардировку концлагеря авиацией антигитлеровской коалиции.
Фильм снимался в хронологическом порядке. Оператором картины работал Флориан Бальхаус. Он комбинировал музыку «индастриал» со шлягерами Третьего рейха. Спецэффекты созданы студией Mackevision.

## Критика
Фильм в целом получил очень высокие оценки критиков. На агрегаторе рецензий Rotten Tomatoes «Капитан» набрал 7,6 балла из 10 возможных. Агрегатор обзоров Rotten Tomatoes сообщает о рейтинге одобрения 83 %, составленном на основе 53 обзоров со средней оценкой 7,60 из 10. Итоговые вывод гласит: «Фильм „Капитан“ — леденящая душу история о тёмной стороне человеческой натуры».
Тина Хассанния из RogerEbert.com отмечает, что сюжет фильма напоминает ей эксперимент Милгрэма, и в своей рецензии она фокусируется на психологии главного героя. Его превращение из грязного, испуганного и загнанного бродяги в холодного и самоуверенного нациста, которому в ходе сюжета удаётся обмануть практически каждого встречного и привлечь его на свою сторону, описано резко и «не без щепотки великолепного чёрного немецкого юмора». Она также считает удачным и психологически убедительным изображение пассивного подчинения жертв, охваченных парализующим страхом, а также описание солдат и охранников, чья распущенность достигает пика в вспышках насилия.

## Награды и премии
- Кинофестиваль в Сан-Себастьяне (2017) — Лучшая операторская работа (главный приз)[10]
- Баварская кинопремия (2018) — Лучший кинодебют (Макс Хубахер)
- Немецкая кинопремия (2018) — Лучший фильм (номинация)
- Немецкая кинопремия (2018) — Лучший звук (главный приз)[11]